# Dionisio Romero Seminario
Dionisio Fernando Romero Seminario (Piura, 1 de abril de 1936) es un economista y empresario peruano.

## Biografía
Hijo de Dionisio Romero Iturrospe y Micaela Seminario Aljovín. Nació dentro de una familia vinculada a las haciendas norteñas, su abuelo Calixto Romero Hernández, fundador de C. Romero & Co., era accionista del Banco Italiano. 
Realizó estudios escolares en el Colegio Santa Rosa de los Hermanos Maristas de Sullana, Piura y en la Academia Militar de San Rafael de California.
Curso estudios superiores en el Pomona Claremont College, en el que obtuvo un Bachillerato en Economía (1957). Luego estudió en la  Universidad de Stanford una maestría en Administración de Negocios (1959).
Al regresar al Perú se dedicó a la docencia como profesor fundador de la Universidad de Piura. Fue Vicerrector administrativo y director académico del programa de Administración de Empresas de la Universidad de Piura.
En 1941, la familia Romero adquiere el Banco Italiano, creándose así el actual Banco de Crédito del Perú, y en 1951, su tío, Feliciano del Campo Romero, junto a otros empresarios, crea el Banco Continental. Para 1965, asume el control del Grupo Romero, que hasta generaciones pasadas fue un grupo netamente piurano. Fue escogido por su tío Feliciano del Campo como sucesor, como a su vez Calixto Romero, el fundador, eligió antes a su primo hermano Feliciano.
En 1979, fue elegido presidente del Directorio del Banco de Crédito del Perú, en ese mismo año tomaron el control del banco que es conocida como la "Operación Entebbe" (haciendo referencia a la operación militar Entebbe) con el apoyo de las familias Verme-Pinasco, Brescia y Nicolini.
Fue miembro del Consejo Consultivo del Ministerio de Industria, Comercio, Turismo e Integración en el segundo gobierno del presidente Fernando Belaúnde Terry.
Desde 1995, ejerció la presidencia del directorio de Credicorp (integrada por El Pacífico-Peruano Suiza Compañía de Seguros y Reaseguros, el Grupo Crédito, Atlantic Securities, Credileasing y otras empresas), el ala financiera del Grupo Romero, cedió la presidencia a su hijo: Dionisio Romero Paoletti en el 2009.
En junio de 2020, el Directorio de Credicorp nombró como presidente a Luis Enrique Romero Belismelis, primo hermano de Dionisio Romero Paoletti.

## Controversias
Romero Seminario estuvo muy vinculado a la clase política peruana, él mismo ha admitido haber financiado varias campañas presidenciales: Fernando Belaúnde Terry, Armando Villanueva del Campo y Luis Bedoya Reyes (todas en 1980), Alan García (1985), Mario Vargas Llosa (1990), Alejandro Toledo (2001 y 2011) y Lourdes Flores Nano (2006)
Durante el primer gobierno de Alan García (1985-1990), Romero Seminario se vio beneficiado por las medidas proteccionistas que tomó el gobierno, formó parte de los famosos "doce apóstoles de la economía", esta relación se fue deteriorando entre el grupo y García ya que el dinero que se les había dado para la inversión de las empresas fue usado para prácticas de lucro y especulativas. La relación llegó a su fin definitivo cuando García en su mensaje por fiestas patrias de 1987 anunció la iniciativa de estatización de la banca y seguros, varios banqueros empezaron a interponer recursos legales para evitar la expropiación de sus bancos, otros por medio de influencias políticas buscaron evitar que el daño sea colateral, Romero Seminario decidió "terciarizar" (vender las acciones a los empleados) del BCP, para evitar una expropiación y pérdidas, al final la estatización de la banca y seguros jamás se llegó a dar ni cuando la ley fue promulgada.
En el 2000 al producirse la crisis política por la difusión del primer vladivideo (Kouri-Montesinos), Montesinos que estaba en la palestra de la opinión pública fugó del país en la avioneta de propiedad de una empresa Romero Seminario, él mismo reconocería que era consciente de lo que hacía. Al caer el gobierno de Fujimori, salió al aire el vladivideo de Romero donde se descubrió los fuertes vínculos entre Romero y Montesinos. Romero Seminario fue el empresario más investigado y expuesto mediáticamente durante los gobiernos de Valentín Panigua y Alejandro Toledo, pese a que siempre salía airoso de las diligencias y citaciones, su imagen fue afectada severamente. Las investigaciones contra Romero solo quedaron en etapa preliminar tras el caso de la empresa industrial Hayduk, jamás se abrió contra él una acusación formal o denuncia penal como sí fue con otros empresarios vinculados a Montesinos.

## Influencia
Desde 1981, en las encuestas El Poder en el Perú de la encuestadora IPSOS Apoyo y Mercado, ha sido considerado siempre dentro del top 15, en que hubo breves descensos en 1982, 1989 y 2000. En 2010 permaneció como el empresario más influyente.

## Reconocimientos
- Doctor honoris causa por la Universidad Nacional Mayor de San Marcos (2011)[8]
- Doctor honoris causa por la Universidad San Ignacio de Loyola (2010)